# Saint-Bris-le-Vineux
Saint-Bris-le-Vineux è un comune francese di 1 157 abitanti situato nel dipartimento della Yonne, nella regione della Borgogna-Franca Contea.

## Società

### Evoluzione demografica
Abitanti censiti